# Juan Luis Galiacho
Juan Luis López-Galiacho Perona (Albacete, Castilla-La Mancha, 1961) es un periodista y escritor español. Es fundador y director de El Cierre Digital, un periódico digital español creado en 2018 y orientado a las noticias de investigación y sucesos.

## Educación
Estudió periodismo en la Universidad Complutense de Madrid y ciencias económicas y empresariales en la Universidad Nacional de Educación a Distancia. Es doctor en Ciencias de la información, fue profesor en la Ciudad Universitaria de Albacete y es profesor visitante de la Universidad Rey Juan Carlos de Madrid.

## Vida profesional
Como periodista de investigación ha trabajado en el suplemento de negocios del diario El País, en La Gaceta y El Mundo, en las revistas Tribuna, Panorama, Época, La Clave e Interviú, y en la cadena COPE, Tele 5, Radio España, Radio Inter, Onda Cero y Punto Radio. A su vez es miembro fundador del portal de denuncias e-defensor.com.
En el año 2018, fundó el medio digital El Cierre Digital, orientado a los sucesos y noticias de investigación. Galiacho ha destacado por sus investigaciones en varias temáticas, como la vida del político y empresario Jesús Gil, la casa real y asuntos penitenciarios.

## Trayectoria profesional

### Programas de televisión
| Año           | Título                                    | Cadena    | Rol         |
| ------------- | ----------------------------------------- | --------- | ----------- |
| 2020 – 2022   | Viva la vida                              | Telecinco | Colaborador |
| 2021 – 2024   | Cuatro al día                             | Cuatro    | Colaborador |
| 2022-presente | Fiesta                                    | Telecinco | Colaborador |
| 2022          | ¿Quién es mi padre?                       | Telecinco | Colaborador |
| 2024-2025     | Tardear                                   | Telecinco | Colaborador |
| 2024          | Dinastías                                 | Telecinco | Colaborador |
| 2024          | La misteriosa muerte de Sandra Mozarowsky | Ten       | Colaborador |
| 2024          | Bárbara Rey, mi verdad                    | Telecinco | Colaborador |

## Reconocimientos
En 2018 la Asociación de Periodistas de Albacete le otorgó el galardón «Premio a la Trayectoria 2018» en reconocimiento a su carrera profesional.

## Obras publicadas
- La rosa y el bastón: todas las conexiones entre el imperio de Miguel Durán y el poder socialista (Editorial Temas de hoy, Madrid, 1992), en colaboración con José Díaz Herrera.
- Jesús Gil y Gil: el gran comediante (Editorial Temas de hoy, Madrid, 1993).
- Filesa: las tramas del dinero negro en la política (Editorial Temas de hoy, Madrid, 1995), en colaboración con Carlos Berbell.
- Gil, el gran comediante: la farsa continúa (Editorial Temas de hoy, Madrid, 1999).
- Miguel Durán: del cielo al abismo (Ediciones Nueva República, S.L., Barcelona, 2006).
- Los herederos del gran poder: los hijos de las familias más influyentes (La Esfera de los Libros, S.L., Madrid, 2006).
- Mujeres del gran poder: Elena Cué, Ana Gamazo, Marina Castaño, Alicia Koplowitz, Rosalía Mera, Tita Cervera y otras ricas y poderosas (La Esfera de los Libros, S.L., Madrid, 2007).
- Matrimonios S.A.: negocios, dinero y amor en la España de los famosos (La Esfera de los Libros, S.L., Madrid, 2009).
- Tramas políticas y urbanísticas al descubierto: corrupción e investigación periodística (Editorial Dykinson, 2011).
- Isabel y Miguel. 50 años de historia de España: amor, escándalo, política y alta sociedad (La Esfera de los Libros, S.L., Madrid, 2014).
- Encarna en carne viva. (La Esfera de los Libros S.L., Madrid 2022).